# Eudaldo Forment
Eudaldo Forment Giralt (Barcelona, 1946) é um filósofo catalão. 
É Doutor em Filosofia pela Universidade de Barcelona, onde ocupa a cátedra de Metafísica, anteriormente ocupada pelo professor Francesc Canals i Vidal, de quem foi aluno. Foi formado na chamada Escola Tomista de Barcelona. Foi vice-diretor da Revista Espíritu. Desde 1989 é professor de metafísica na Universidade de Barcelona. 
Suas linhas de pesquisa estão fundamentalmente voltadas para o tomismo. É membro ordinário da Pontifícia Academia de São Tomás de Aquino de Roma e da Società Internazionale Tommaso d'Aquino (SITA). 

## Publicações principais
- Ser y persona, Barcelona: Univ. de Barcelona, 1983 ISBN 9788475281049
- Persona y modo substancial, Barcelona: PPU, 1ª ed. 1984, 2ª ed. 1984
- Introducción a la Metafísica, Barcelona: Univ. de Barcelona, 1985
- Dios y el hombre, Barcelona: Edit. Casals, 1987
- El problema de Dios en la Metafísica, Promociones Publicaciones Universitarias, Barcelona, 1988
- Filosofía del ser, Barcelona: PPU, 1988
- Principios básicos de la Bioética, Madrid: Edit. Palabra, 1990
- Historia de la filosofía tomista en la España Contemporánea, Madrid: Ediciones Encuentro, 1998 ISBN 9788474904918
- Id a Tomás: Principios Fundamentales del Pensamiento de Santo Tomás, Pamplona: Ediciones Gratis Date, 1998
- Tomas de Aquino Esencial, Editorial Montesinos, 2008 ISBN 9788496831599
- Lecciones de metafísica[ligação inativa], Ediciones Rialp, 1992 ISBN 9788432129230
- "Metafísica", Madrid; Ediciones Palabra SA, Colección Albatros, 2009 ISBN 9788498402643